# China Open 2023
China Open 2023 byl společný tenisový turnaj na profesionálních okruzích mužů ATP Tour a žen WTA Tour, hraný v Národním tenisovém centru. Dvacátý druhý ročník mužského a dvacátý čtvrtý ženského China Open probíhal mezi 28. zářím až 8. říjnem 2023 v čínském hlavním městě Pekingu na dvorcích s tvrdým povrchem DecoTurf.
Mužská polovina dotovaná 3 798 915 dolary se řadila do kategorie ATP Tour 500. Ženská část s rozpočtem 8 127 389 dolarů patřila do kategorie WTA 1000. Nejvýše nasazenými singlisty se stali druhý hráč žebříčku Carlos Alcaraz ze Španělska a světová jednička Aryna Sabalenková. Jako poslední přímí účastníci do dvouher nastoupili italský 39. tenista pořadí Lorenzo Sonego a 46. žena klasifikace Lesja Curenková z Ukrajiny.
Pro proticovidová omezení byly zrušeny čínské turnaje na okruhu mužů v letech 2020–2022 a žen v období 2020–2021. Ženská tenisová asociace navíc od prosince 2021 do dubna 2023 bojkotovala čínské turnaje v důsledku kauzy zmizení čínské tenistky Pcheng Šuaj. Po zahájení invaze Ruska na Ukrajinu v závěru února 2022 řídící organizace tenisu ATP, WTA a ITF s grandslamy rozhodly, že ruští a běloruští tenisté mohli dále na okruzích startovat, ale do odvolání nikoli pod vlajkami Ruska a Běloruska.
Devátý singlový titul na okruhu ATP Tour vybojoval Jannik Sinner. Po skončení se posunul na nové kariérní maximum, 4. místo, vůbec nejvyšší pozici italského tenisty v historii žebříčku ATP, na němž figuroval i jeho krajan Panatta. Šestnáctý triumf ve dvouhře okruhu WTA Tour a šestý v kategorii WTA 1000 získala Polka Iga Świąteková. Jako první tenistka vyhrála šest trofejí v úrovni WTA 1000 před dovršením 23 let. Mužskou čtyřhru ovládla americká světová jednička Austin Krajicek s Chorvatem Ivanem Dodigem, jenž trofej obhájil. Získali tak osmou společnou trofej. Ženský debl vyhrály Češka Marie Bouzková se Španělkou Sarou Sorribesovou Tormovou, které si připsaly druhou společnou trofej a první v kategorii WTA 1000.

## Rozdělení bodů a finančních odměn

### Rozdělení bodů
| Soutěž       | Soutěž        | vítězové | finalisté | semifinalisté | čtvrtfinalisté | 16 v kole | 32 v kole | 64 v kole | Q  | Q2 | Q1 |
| ------------ | ------------- | -------- | --------- | ------------- | -------------- | --------- | --------- | --------- | -- | -- | -- |
| dvouhra mužů | [ 1 ] [ 14 ]  | 500      | 300       | 180           | 90             | 45        | 0         | —         | 20 | 10 | 0  |
| čtyřhra mužů | [ 15 ] [ 16 ] | 500      | 300       | 180           | 90             | 0         | —         | —         | 45 | 25 | 0  |
| dvouhra žen  | [ 2 ] [ 17 ]  | 1 000    | 650       | 390           | 215            | 120       | 65        | 10        | 30 | 20 | 2  |
| čtyřhra žen  | [ 18 ]        | 1 000    | 650       | 390           | 215            | 120       | 10        | —         | —  | —  | —  |

### Finanční odměny
| Soutěž                              | Soutěž        | vítězové    | finalisté | semifinalisté | čtvrtfinalisté | 16 v kole | 32 v kole | 64 v kole | Q2       | Q1       |
| ----------------------------------- | ------------- | ----------- | --------- | ------------- | -------------- | --------- | --------- | --------- | -------- | -------- |
| dvouhra mužů                        | [ 1 ] [ 14 ]  | 679 550 $   | 365 640 $ | 194 860 $     | 99 560 $       | 53 145 $  | 28 345 $  | —         | 14 525 $ | 8 150 $  |
| čtyřhra mužů                        | [ 15 ] [ 16 ] | 223 210 $   | 119 050 $ | 60 240 $      | 30 110 $       | 15 590 $  | —         | —         | 0 $      | 0 $      |
| dvouhra žen                         | [ 2 ] [ 17 ]  | 1 324 000 $ | 780 000 $ | 402 000 $     | 185 018 $      | 92 500 $  | 52 000 $  | 32 325 $  | 22 132 $ | 11 660 $ |
| čtyřhra žen                         | [ 18 ]        | 390 218 $   | 218 001 $ | 117 500 $     | 60 900 $       | 34 500 $  | 23 000 $  | —         | —        | —        |
| částka ve čtyřhře je uvedena na pár |               |             |           |               |                |           |           |           |          |          |

## Mužská dvouhra

### Nasazení
| Stát                         | Hráč               | ATP | Nasazení |
| ---------------------------- | ------------------ | --- | -------- |
| Španělsko                    | Carlos Alcaraz     | 2.  | 1.       |
|                              | Daniil Medveděv    | 3.  | 2.       |
| Dánsko                       | Holger Rune        | 4.  | 3.       |
| Řecko                        | Stefanos Tsitsipas | 5.  | 4.       |
|                              | Andrej Rubljov     | 6.  | 5.       |
| Itálie                       | Jannik Sinner      | 7.  | 6.       |
| Norsko                       | Casper Ruud        | 9.  | 7.       |
| Německo                      | Alexander Zverev   | 10. | 8.       |
| Žebříček ATP k 18. září 2023 |                    |     |          |

### Jiné formy účasti
Následující hráčí obdrželi divokou kartu do hlavní soutěže:
- Mackenzie McDonald
- Šang Ťün-čcheng
- Čou I

Následující hráč obdržel zvláštní výjimku:
- Jošihito Nišioka

Následující hráči postoupili z kvalifikace:
- Matteo Arnaldi
- Yannick Hanfmann
- Lloyd Harris
- J. J. Wolf

### Odhlášení
před zahájením turnaje
- Roberto Bautista Agut → nahradil jej  Andy Murray
- Matteo Berrettini → nahradil jej  Jan-Lennard Struff
- Pablo Carreño Busta → nahradil jej  Tomás Martín Etcheverry
- Taylor Fritz → nahradil jej  Nicolás Jarry
- Frances Tiafoe → nahradil jej  Ugo Humbert

## Mužská čtyřhra

### Nasazení
| Stát                                                                    | Hráč              | Stát               | Hráč                   | ATP | Nasazení |
| ----------------------------------------------------------------------- | ----------------- | ------------------ | ---------------------- | --- | -------- |
| Chorvatsko                                                              | Ivan Dodig        | USA                | Austin Krajicek        | 3.  | 1.       |
| Nizozemsko                                                              | Wesley Koolhof    | Spojené království | Neal Skupski           | 7.  | 2.       |
| Argentina                                                               | Máximo González   | Argentina          | Andrés Molteni         | 19. | 3.       |
| Mexiko                                                                  | Santiago González | Francie            | Édouard Roger-Vasselin | 23. | 4.       |
| Žebříček ATP k 18. září 2023; číslo je součtem umístění obou členů páru |                   |                    |                        |     |          |

### Jiné formy účasti
Následující páry obdržely divokou kartu do hlavní soutěže:
- Cchuej Ťie /  Wang Ao-žan
- Sun Fa-ťing /  Čou I

Následující pár postoupil do hlavní soutěže z kvalifikace:
- Alexander Erler /  Lucas Miedler

### Odhlášení
před zahájením turnaje
- Rohan Bopanna /  Matthew Ebden → nahradili je  Tomás Martín Etcheverry /  Nicolás Jarry
- Rajeev Ram /  Joe Salisbury → nahradili je  Marcelo Melo /  Alexander Zverev

## Ženská dvouhra

### Nasazení
| Stát                         | Hráčka                | WTA | Nasazení |
| ---------------------------- | --------------------- | --- | -------- |
|                              | Aryna Sabalenková     | 1.  | 1.       |
| Polsko                       | Iga Świąteková        | 2.  | 2.       |
| USA                          | Coco Gauffová         | 3.  | 3.       |
| USA                          | Jessica Pegulaová     | 4.  | 4.       |
| Kazachstán                   | Jelena Rybakinová     | 5.  | 5.       |
| Řecko                        | Maria Sakkariová      | 6.  | 6.       |
| Tunisko                      | Ons Džabúrová         | 7.  | 7.       |
| Česko                        | Markéta Vondroušová   | 8.  | 8.       |
| Francie                      | Caroline Garciaová    | 10. | 9.       |
| Česko                        | Barbora Krejčíková    | 11. | 10.      |
|                              | Darja Kasatkinová     | 13. | 11.      |
| Česko                        | Petra Kvitová         | 14. | 12.      |
| Švýcarsko                    | Belinda Bencicová     | 15. | 13.      |
| Lotyšsko                     | Jeļena Ostapenková    | 16. | 14.      |
|                              | Viktoria Azarenková   | 17. | 15.      |
| Brazílie                     | Beatriz Haddad Maiová | 18. | 16.      |
| Žebříček WTA k 25. září 2023 |                       |     |          |

### Jiné formy účasti
Následující hráčky obdržely divokou kartu do hlavní soutěže:
- Jennifer Bradyová
- Anastasija Pavljučenkovová
- Darja Savilleová

Následující hráčky postoupily z kvalifikace:
- Mirra Andrejevová
- Kateryna Baindlová
- Katie Boulterová
- Magdalena Fręchová
- Ashlyn Kruegerová
- Eva Lysová
- Julia Putincevová
- Peyton Stearnsová

### Odhlášení
před zahájením turnaje
- Irina-Camelia Beguová → nahradila ji  Darja Savilleová
- Belinda Bencicová → nahradila ji  Linda Fruhvirtová
- Danielle Collinsová → nahradila ji  Lesja Curenková
- Madison Keysová → nahradila ji  Wang Sin-jü
- Karolína Muchová → nahradila ji  Sara Sorribesová Tormová
- Karolína Plíšková → nahradila ji  Martina Trevisanová
- Sloane Stephensová → nahradila ji  Kateřina Siniaková
- Elina Svitolinová → nahradila ji  Tatjana Mariová

## Ženská čtyřhra

### Nasazení
| Stát                                                                     | Hráčka              | Stát        | Hráčka             | WTA | Nasazení |
| ------------------------------------------------------------------------ | ------------------- | ----------- | ------------------ | --- | -------- |
| Austrálie                                                                | Storm Hunterová     | Belgie      | Elise Mertensová   | 3.  | 1.       |
| USA                                                                      | Coco Gauffová       | USA         | Jessica Pegulaová  | 8.  | 2.       |
| Česko                                                                    | Barbora Krejčíková  | Česko       | Kateřina Siniaková | 9.  | 3.       |
| Kanada                                                                   | Gabriela Dabrowská  | Nový Zéland | Erin Routliffeová  | 24. | 4.       |
| USA                                                                      | Desirae Krawczyková | Nizozemsko  | Demi Schuursová    | 24. | 5.       |
| Čínská Tchaj-pej                                                         | Sie Šu-wej          | Čína        | Wang Sin-jü        | 27. | 6.       |
| Japonsko                                                                 | Šúko Aojamová       | Japonsko    | Ena Šibaharaová    | 31. | 7.       |
| Německo                                                                  | Laura Siegemundová  |             | Věra Zvonarevová   | 34. | 8.       |
| Žebříček WTA k 25. září 2023; číslo je součtem umístění obou členek páru |                     |             |                    |     |          |

### Jiné formy účasti
Následující páry obdržely divokou kartu do hlavní soutěže:
- Caroline Garciaová /  Kristina Mladenovicová
- Kuo Chan-jü /  Ťiang Sin-jü
- Wang Si-jü /  Jüan Jüe

Následující pár nastoupil z pozice náhradníka:
- Elisabetta Cocciarettová /  Martina Trevisanová

## Přehled finále

### Mužská dvouhra
- Jannik Sinner vs. Daniil Medveděv, 7–6(7–2), 7–6(7–2)

### Ženská dvouhra
- Iga Świąteková vs. Ljudmila Samsonovová, 6–2, 6–2

### Mužská čtyřhra
- Ivan Dodig /  Austin Krajicek vs.  Wesley Koolhof /  Neal Skupski, 6–7(12–14), 6–3, [10–5]

### Ženská čtyřhra
- Marie Bouzková /  Sara Sorribesová Tormová vs.  Čan Chao-čching /  Giuliana Olmosová, 3–6, 6–0, [10–4]